# Kampanja al-Anfal
Al-Anfal kampanja (arapski حملة الأنفال‎), znana i kao Operacija Anfal, bio je vojni pohod protiv Kurda iračkog Kurdistana od 1986. do 1989. koju je vodio režim Sadama Huseina pod zapovjedništvom Ali Hassana al-Majida. Kurdski narod, koji se osjećao potlačenim tijekom Huseinovog režima, tijekom Iračko-iranskog rata stao je na stranu Teherana, tako da je Al-Anfal kampanja bila svojevrsna kazna Bagdada. Sama riječ "Anfal" znači plijen. Uništene su tisuće kurdskih sela, uključivši zračna bombardiranja i prisilnu deportaciju a korišteno je i kemijsko oružje: sumporni iperit, sarin, VX i tabun.
U prosincu 2005., sud u Haagu pravomoćnom presudom utvrdio je da je ta kampanja bila čin genocida. To je zasad jedini genocid u povijesti izvršen kemijskim oružjem. Broj ubijenih je neutvrđen, no brojke sežu od najmanje 50.000 do najviše 200.000 žrtava.

## Tijek događaja
Kurdi su bliskoistočni narod koji broji 25 milijuna pripadnika, no nema svoju vlastitu državu. Podijeljen je na četiri države: Irak, Iran, Sirija i Turska. Zbog želje za nezavisnošću, odnos Iraka i Kurda bio je zategnut i napet. Tijekom Iračko-iranskog rata, Kurdi su se okrenuli suradnji s Iranom.
Tijekom rata 1983., strateški pogranični garnizon Hadži Omran pao je pod iransku kontrolu. Kurdistanska demokratska stranka (KDP) aktivno je služila kao vodič iranskim vojnicima za tu akciju. Irak je potom kaznio neke Kurde u tom području masovnim ubijanjem. Iako je Patriotska unija Kurdistana (PUK) isprva radila s iračkom vladom i borila se protiv Irana, s vremenom je i ona počela surađivati s iranskim vlastima. Pošto je irački Kurdistan bio gotovo blokiran, stanovnici su se okrenuli iranskim izvorima. Naywshirwan Mustafa Amin, zamjenski zapovjednik PUK-a, izjavio je: "Nije bilo puta kojim bi hrana i namirnice mogla stići do nas...Iran je bio naš prozor prema svijetu". Do kolovoza 1986., PUK i iranska vlada su dogovorili ekonomsku, političku i vojnu suradnju kako bi se zajedno borili protiv Iraka dok god se Husein ne svrgne s vlasti.
1987., al-Majid je naredio uništavanje svih kurdskih sela u dolini Erbil, koje se smatralo uporištem kurdske pobune. Kuće su uništavane buldožerima i dinamitom, električne žice su trgane sa stupova. Nakon inspekcije, ako je još ostalo kuća koje nisu sravnjene sa zemljom, zapovjednik i njegova divizija bi se vratili da završe posao. Nakon toga, zabranjene su bilo kakve farmerske aktivnosti na uništenim područjima.
Iako su i Iran i Irak koristili zabranjeno kemijsko oružje tijekom rata te tako kršili Ženevske konvencije, jedino je Irak koristio oružje protiv svojih vlastitih građana, na zapovijed Huseina.
PUK je žiteljima dolina Džafati i Šarbazar davalo smjernice u slučaju kemijskog napada. 16. travnja 1987. ubijeno je najmanje 225 ljudi u dolini Balisan nakon prvog napada iračkih snaga kemijskim oružjem: 24 smrti je zabilježeno u Balisanu; 103 u Šeik Wasanu (među njima 33 djece ispod 4 godine, 28 između 5 i 14 godina te devet staraca); devet smrti u bolnici Ranija; četvero smrti u bolnici Erbil; između 64 i 142 smrti u centru Amn i druge.
27. svibnja dogodio se drugi napad kemijskim oružjem, ovog puta na grad Choman, uz granicu s Iranom. Preživjeli svjedok svjedoči kako je ljudima nakon napada krvarilo iz noseva a imali su opekline po koži. Kada su poslali neke ljude u susjedna sela po svježu vodu, tamošnji žitelji su se ponašali odbojno prema njima iz straha da su kemikalije zarazne. Ipak, neki hrabri pojedinci su im donijeli namirnice. Također, nakon par dana su morali nositi krpe preko lice jer ih je boljela sunčeva svjetlost.
1987. iračka vojska uništila je najmanje 703 kurdska sela uz pomoć buldožera i eksploziva. Kao posljedica, ruralna područja kurdskih snaga fizički su odsječena od ostatka zemlje. Nekim seljacima je otplaćena odšteta te su raseljeni prema jugu Iraka. U tom razdoblju, brojni Kurdi su strijeljani zbog toga što su bili članovi "iranske sabotaže" ili "agenti Irana".
Prema osobnoj direktivi al-Majida iz 3. lipnja 1987., "zabranjuju se sve namirnice ili osobe ili strojevi na putu prema selima koja su zabranjena zbog sigurnosnih razloga." Također se oružanim sngama daje zapovijed ubiti "sva ljudska bića i životinje u naseljima koja su zabranjena." Time se nametnula kolektivna kazna zbog suradnje bilo koga s "izdajicama Iraka".
1988. godina bila je vrhunac zločina, kada se dogodio najpoznatiji napad kemijskim oružjem na grad Halabdžu, naselje od 80.000 ljudi. Četverododnevni napad započeo je u jutro 16. ožujka. Iranska vojska smjestila se u gradu. Tog dana, iračka vojska bombardirala je Halabdžu prvo konvencionalnim oružjem a potom kemijskim, poglavito iperitom, sarinom i tabunom. Napad je prema procjenama ubio 5.000 ljudi, dok je oko 10.000 ozljeđeno. Preživjeli su se desetljećima borili s rakom, deformacijama i neplodnosti. Ostali napadnuti gradovi te godine bili su Takijeh, Balagdžir, Goktapa, Wara, Balisan, Hiran, Šeik Wasan i Bileh.
Također je izvršena arabizacija nekih dijelova Iraka, pogotovo oko gradova kao što su Kirkuk koji leže na vrijednim izvorima nafte. Arapi su dobivali jeftine kuće u Kirkuku kako bi se preselili u njega, a Kurdi su raseljeni prema jugu države.

## Statistike
- Ubijeno najmanje 50.000 civila, uključujući žene i djecu.
- Uništeno otprilike 4.000 od 4.655 kurdskih sela u iračkom Kurdistanu.[9] Između 1987. i 1988., 250 gradova i sela je izloženo kemijskim oružjem.
- Uništeno 1.754 škola, 270 bolnica, 2.450 džamija, 27 crkava.[10]
- Izbrisano gotovo 90 % kurdskih sela u napadnutim područjima[11]

## Suđenja
Neki smatraju da su zločini protiv Kurda dosegli razinu genocida. Nakon rata u Iraku, u kolovozu 2006. započeto je suđenje Sadamu Huseinu i šestero bivših iračkih političara za Al-Anfal kampanju. Husein je bio izravno optužen za genocid. 30. prosinca 2006., on je obješen zbog pokolja u Dudžailu, prije donošenja presude za Al-Anfal.
23. lipnja 2007., Ali Hassan al-Majid (znan kao "kemijski Ali"), Sultan Hashem Ahmed i Hussein Rashid Mohammed proglašeni su krivima za genocid. Al-Majid osuđen je na smrt vješanjem. Farhan Mutlaq al-Jubouri osuđen je na 10, a Saber Abdel Aziz al-Douri na 15 godina zatvora. 

## Vanjske poveznice
- Al-Anfal kampanja protiv Kurda, izvještaj Human Rights Watcha
- Zločini Sadama Huseina u Kurdistanu - 1988. - Al-Anfal  Arhivirana inačica izvorne stranice od 15. rujna 2018. (Wayback Machine)
- Snimka bombardiranja kemijskim oružjem na YouTube